# Union Deportivo Banda Abou
Maillots
L'Union Deportivo Banda Abou, plus communément appelée l'UNDEBA, est un club de football de la ville de Banda Abou, dans l'île de Curaçao.

## Palmarès
- Championnat de Curaçao (4) :
  - Champion : 1996, 1997, 2006 et 2008
  - Vice-champion : 1982, 1985, 1987, 1989 et 2012.

- Championnat des Antilles néerlandaises (4) :
  - Champion : 1985, 1987, 1990 et 1996-97
  - Vice-champion : 1997 et 2006

- Championnat de Curaçao de football D2 (2) :
  - Champion : 1978 et 1993